# Torre di San Zaccaria
La Torre di San Zaccaria (Torr d San Zaccaria, in gregoriano), è uno dei monumenti più antichi del paese di San Gregorio Magno. Essa non è situata all'interno del paese.